# Gevigney-et-Mercey
Gevigney-et-Mercey är en kommun i departementet Haute-Saône i regionen Bourgogne-Franche-Comté i östra Frankrike. Kommunen ligger i kantonen Combeaufontaine som tillhör arrondissementet Vesoul. År 2022 hade Gevigney-et-Mercey 517 invånare.

## Befolkningsutveckling
Antalet invånare i kommunen Gevigney-et-Mercey
| Referens: INSEE |